# Syndicate (canção)
"Syndicate" é uma canção da banda americana de pop rock chamada The Fray. É a faixa de abertura e terceiro single do segundo álbum de estúdio da banda. A canção foi liberada em 12 de janeiro de 2010 nas rádios e estreou em #25 nas paradas da Billboard Hot Adult Top 40 Tracks chart em 11 de fevereiro de 2010. A canção chegou a 18ª posição nas paradas.

## Recepção da crítica
AbsolutePunk disse que a canção tinha "uma excelente linha de piano" e comentou sobre o estilo da música, dizendo que "forçava a um som mais grande e denso do que a banda já havia feito". Sputnikmusic chamou a canção de "início animador".

## Videoclipe
O video clipe, dirigido por Mark Pellington, estreou em 9 de fevereiro de 2010 pelo Yahoo! Music.

### Posições nas paradas
| Paradas (2010)            | Melhor posição |
| ------------------------- | -------------- |
| Billboard Adult Pop songs | 16             |
| Billboard Pop Songs       | 40             |